# Залесе (Лосицький повіт)
Залесе (пол. Zalesie) — село в Польщі, у гміні Стара Корниця Лосицького повіту Мазовецького воєводства.

## Історія
За даними етнографічної експедиції 1869—1870 років під керівництвом Павла Чубинського, у селі переважно проживали греко-католики, які розмовляли українською мовою.
У 1975—1998 роках село належало до Білопідляського воєводства.